# Aulonemia queko
Aulonemia queko là một loài thực vật có hoa trong họ Hòa thảo. Loài này được Goudot mô tả khoa học đầu tiên năm 1846.